# Brachypogon apunctipennis
Brachypogon apunctipennis är en tvåvingeart som beskrevs av Gustavo R. Spinelli och Eileen D. Grogan 1998. Brachypogon apunctipennis ingår i släktet Brachypogon och familjen svidknott. Inga underarter finns listade i Catalogue of Life.